# Setaria parviflora
Espèce
Statut de conservation UICN

LC : Préoccupation mineure
Setaria parviflora, la sétaire gracile ou sétaire à petites fleurs, est une espèce de plantes monocotylédones de la famille des Poaceae, sous-famille des Panicoideae, originaire d'Amérique.
Ce sont des plantes herbacées vivaces, aux tiges dressées pouvant atteindre 110 cm de haut, aux inflorescences en panicules spiciformes.
C'est une espèce pantropicale très polymorphique, qui a été décrite sous de multiples noms dans les différentes parties du monde.

## Distribution et habitat
L'aire de répartition originelle de Setaria parviflora s'étend selon la plupart des auteurs dans les régions tropicales et subtropicales des Amériques.
Cependant l'espèce a été assez largement introduite dans les autres continents : Sud-Ouest de l'Europe, Asie de l'Est et du Sud, Australie, Nouvelle-Zélande et îles du Pacifique, sauf en Afrique, à l'exception de l'Afrique du Sud.
La plante se rencontre dans les habitats ouverts et sur les pentes des montagnes, dans les prairies, champs cultivés, marais salants et zones humides le long des côtes, ainsi que dans les pelouses, bords de route et lisières des bois.

## Taxinomie

### Synonymes
Selon Catalogue of Life (9 janvier 2018) :
- Alopecurus rubicundus Buch.-Ham. ex Wall., nom. nud.
- Cenchrus parviflorus Poir.
- Chaetochloa corrugata var. parviflora (Poir.) Scribn. & Merr.
- Chaetochloa flava (Nees) Scribn.
- Chaetochloa geniculata (Poir.) Millsp. & Chase
- Chaetochloa geniculata var. perennis (Hall) House
- Chaetochloa geniculata var. purpurascens (Elliott) Farw.
- Chaetochloa gracilis (Kunth) Scribn. & Merr.
- Chaetochloa imberbis (Poir.) Scribn.
- Chaetochloa imberbis var. geniculata (Poir.) Scribn. & Merr.
- Chaetochloa imberbis var. penicillata (J.Presl) Scribn. & Merr.
- Chaetochloa imberbis var. perennis (Hall) Scribn. & Merr.
- Chaetochloa imberbis var. streptobotrys (E.Fourn.) Scribn. & Merr.
- Chaetochloa imberbis var. versicolor (E.P.Bicknell) W.Stone
- Chaetochloa laevigata Scribn.,
- Chaetochloa occidentalis Nash
- Chaetochloa parviflora (Poir.) Scribn.
- Chaetochloa penicillata (J.Presl) Scribn.
- Chaetochloa perennis (Hall) C.Bicknell
- Chaetochloa purpurascens (Kunth) Scribn. & Merr.
- Chaetochloa ventenatii Nash, nom. superfl.
- Chaetochloa versicolor E.P.Bicknell
- Chaetochloa viridis var. purpurascens (Kunth) Honda
- Chamaeraphis glauca var. geniculata (Poir.) Kuntze
- Chamaeraphis glauca var. imberbis (Poir.) Kuntze
- Chamaeraphis glauca var. laevigata (Nutt.) Beal
- Chamaeraphis glauca var. penicillata (J.Presl) Kuntze
- Chamaeraphis glauca var. perennis (Hall) Beal
- Chamaeraphis gracilis (Kunth) Kuntze ex Stuck., nom. illeg.
- Chamaeraphis imberbis (Poir.) Kuntze ex Stuck.
- Chamaeraphis penicillata (J.Presl) Stuck.
- Chamaeraphis ventenatii Beal, nom. superfl.
- Ixophorus glaucus var. laevigatus Chapm. ex Gatt.
- Panicum adscendens Hoffm. ex Schult. & Schult.f.,
- Panicum alopecuroideum Schreb. ex Steud.
- Panicum ascendens Willd. ex Spreng.,
- Panicum beccabunga Rendle
- Panicum berteronianum (Schult.) Steud.
- Panicum brachytrichum Steud., nom. nud.
- Panicum brasiliense Spreng.
- Panicum congestum Döll, nom. nud.
- Panicum dasyurum Nees
- Panicum flavum Nees
- Panicum fuscescens Willd. ex Steud.,
- Panicum geniculatum Poir.
- Panicum geniculatum Willd., nom. illeg.
- Panicum glaberrimum Elliott ex Scribn. & Merr.,
- Panicum glaucescens Salzm. ex Döll,
- Panicum glaucum Steud. ex Döll,
- Panicum glaucum var. brasiliense Trin. ex Nees,
- Panicum glaucum var. purpurascens Elliott
- Panicum gobariense Vanderyst, nom. provis.
- Panicum imberbe Poir.
- Panicum imberbe var. dasyurum (Nees) Döll
- Panicum imberbe var. glaucocaesium Döll
- Panicum imberbe var. gracile (Kunth) Kneuck.
- Panicum imberbe var. latifolium Döll
- Panicum imberbe var. purpurascens (Kunth) Döll
- Panicum laevigatum Muhl. ex Elliott, nom. illeg.
- Panicum lutescens var. flavum (Nees) Backer
- Panicum medium Muhl. ex Elliott,
- Panicum occidentale (Nash) Nieuwl., nom. illeg.
- Panicum penicillatum Willd. ex Nees, nom. illeg.
- Panicum pseudoholcus Steud.,
- Panicum raripilum Kunth
- Panicum tejucense Nees
- Panicum ventenatii Steud.
- Panicum versicolor (E.P.Bicknell) Nieuwl., nom. illeg.
- Panicum virescens Salzm. ex Döll,
- Panicum vulpinum Willd.
- Pennisetum geniculatum (Poir.) J.Jacq.
- Pennisetum laevigatum Nutt.
- Pennisetum parviflorum (Poir.) Trin.
- Setaria affinis Schult.
- Setaria ambigua Schrad.
- Setaria barretoi Boldrini
- Setaria berteroniana Schult.
- Setaria brachytricha Mez ex R.A.W.Herrm.
- Setaria discolor Hack.
- Setaria fieldingii Müll.Hal.
- Setaria flava (Nees) Kunth
- Setaria flava var. pumila E.Fourn.
- Setaria floriana Andersson
- Setaria geniculata P.Beauv.
- Setaria geniculata var. latifolia E.Fourn.
- Setaria geniculata var. purpurascens (Kunth) Urb.
- Setaria glauca var. geniculata (Poir.) Urb.
- Setaria glauca var. imberbis (Poir.) Griseb.
- Setaria glauca var. laevigata (Nutt.) Chapm.
- Setaria glauca f. longiseta Vis.
- Setaria glauca f. pallens Hegi
- Setaria glauca var. penicillata (J.Presl) Griseb.
- Setaria glauca var. purpurascens (Kunth) Torr.
- Setaria gracilis Kunth
- Setaria gracilis f. breviglumis Hack.
- Setaria gracilis f. breviseta Hack.
- Setaria gracilis f. brevispica (Hack.) Hack.
- Setaria gracilis var. dasyura (Nees) Arechav.
- Setaria gracilis f. flaviseta (Hack.) Hack.
- Setaria gracilis var. glaucocaesia Arechav.
- Setaria gracilis var. latifolia (Döll) Arechav.
- Setaria gracilis f. longiseta (Hack.) Hack.
- Setaria gracilis f. megalantha Stuck.
- Setaria gracilis f. penicillata (J.Presl) Mez ex Ekman
- Setaria gracilis var. pilosissima Hack.
- Setaria gracilis var. purpurascens (Kunth) Arechav.
- Setaria gracilis f. purpurascens (Kunth) Arechav.
- Setaria gracilis f. radicans (Hack.) Hack.
- Setaria imberbis (Poir.) Roem. & Schult.
- Setaria imberbis f. breviseta Hack., nom. nud.
- Setaria imberbis f. brevispica Hack.
- Setaria imberbis f. flaviseta Hack.
- Setaria imberbis var. genuina Hack., not validly publ.
- Setaria imberbis var. gracilis (Kunth) Hack.
- Setaria imberbis f. longiseta Hack.
- Setaria imberbis var. perennis (Hall) House
- Setaria imberbis var. purpurascens (Kunth) Hack.
- Setaria imberbis f. radicans Hack.
- Setaria imberbis f. setislongioribus Hack.
- Setaria imberbis f. uberior Hack., nom. nud.
- Setaria laevigata (Nutt.) Schult.
- Setaria lutescens var. flava (Nees) Yamam.
- Setaria lutescens f. longiseta (Vis.) Soó
- Setaria lutescens f. pallens (Hegi) Soó
- Setaria parviflora var. brachytricha (Mez ex R.A.W.Herrm.) Pensiero
- Setaria parviflora var. pilosissima (Hack.) Pensiero
- Setaria penicillata J.Presl
- Setaria perennis Hall
- Setaria purpurascens Kunth
- Setaria stipiculmis Müll.Hal.
- Setaria streptobotrys E.Fourn.
- Setaria tejucensis (Nees) Kunth
- Setaria tenella Desv.
- Setaria ventenatii Kunth, nom. superfl.
- Setaria vulpina (Willd.) P.Beauv.

### Liste des variétés
Selon Tropicos (9 janvier 2018) (Attention liste brute contenant possiblement des synonymes) :
- Setaria parviflora var. brachytricha Pensiero
- Setaria parviflora var. parviflora
- Setaria parviflora var. pilosissima (Hack.) Pensiero